# كاميرا مائية (SVII)
صمم فريق كاتلن سي فيو سيرفي كاميرة سي فيو اس في تو لتصوير الشعب المرجانية تحت الماء لتوفير وثائق مرئية عن صحة الشعاب. وقد صممت الكاميرا ليتحكم بها الغواص في البحار الضحلة ويقوم بدفعها بمعدل بطيء ثابت السرعة بواسطة جهاز سطحي قريب من الجهة الخلفية للكاميرة. هناك كاميرتان فقط من ماركة اس في تو بالعالم، وقد صممت هذه الكاميرات ليستخدمها فريق كاتلن سي فيو سيرفي وفريق قوقل لتساعدهم في تحسين نظام برنامج قوقل اوشن مما يتيح لهم فرصة عرض صور أعماق البحار باستخدام برنامج ستيريت فيو.

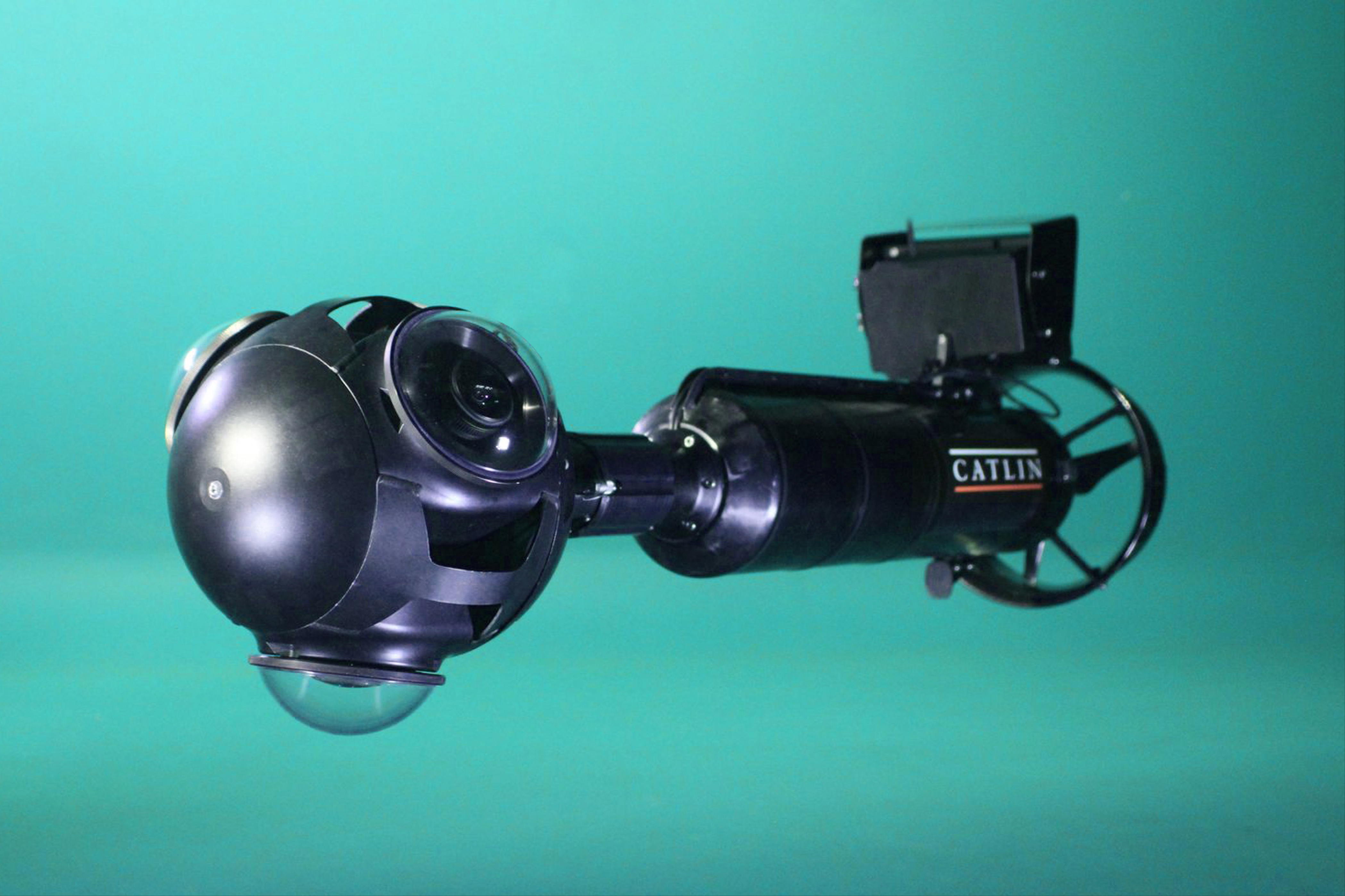
المصنع : فريق كاتلن سي فيو سيرفي. النوع : كاميرة بانورامية تحت الماء. الحد الأقصى للتصوير : 360 درجة بانورامية, 9500 × 7450 بكسل. معدل الإيطار : صورة كل 3 إلئ 6 ثواني. الإستمرارية : طول فترة الغوص. الشاشات الكريستالية الخلفية : سامسونج جالكسي تاب

## الهدف
صممت السي في يو كقطعة بديلة للكاميرة الاصلية سي فيو ون لالتقاط آلاف الصور من الشعاب المرجانية في البحار الضحلة والشعاب المرجانية الأخرى حول العالم. فالهدف من أخذ هذه الصور والبيانات بالكاميرة وملحقاتها هو لتوفير تسجيلات مرئية لصحة الشعاب وابتكار جهاز لقياس الشعاب المرجانية ومقارنتها بالدراسات المستقبلية القادمة، بالإضافة إلى إتاحة توفر هذه الصور في قوقل باستخدام خريطة قوقل ستريت فيو لتوعية الناس عن مدى الخطورة التي تواجهها هذه الشعاب.

## المميزات
كاميرة اس في تو هي كاميرة مستندة من اس في ون، وكلا الكاميرتان المائيتان ذاتية الحركة تحت الماء وأساس مجموعة ثلاث كاميرات من كانون فايف دي ذات العدسات بعيدة المدى. تلتقط الكاميرة الصور بسرعة فائقة من 3 إلى 4 كم في الساعة وتسجل الكاميرة الصور كل 3 إلى 6 ثوان وتربطها بتنسيق الموقع الجغرافي، ثم تدمج الصور مع بعضها البعض لتكون منظر كامل عن المنطقة بحيث يكون مناسب ليحمل مباشرة للعرض العام. ويمكن للمستخدم ان يتحكم في إعدادات الكاميرة ويحمل ويعرض منها الصور باستخدام جهاز سامسونج جالكسي تاب تابلت، ويتيح التصميم المحسن للكاميرة الشحن الأسهل والأسرع من الكاميرة الأولى اس فيو ون. وبينما هي معدة للاستخدام سريع المدى فهناك كاميرتين فقط بالعالم من نوع اس فيو تو، الإولى سميت نسبة لعالم البحار سيلفيا اير والثانية نسبة للمصور رول تايلر. ويعتبر كلارو ووركس المنتج لكاميرة اس في تو ودايف اكستراس هي المسؤولة عن تطويرها. تستخدم الكاميرة تقنية متطورة من شركة دايف اكستراس \ كلارو ووركس مثل التابلت تحت الماء والمراكب.

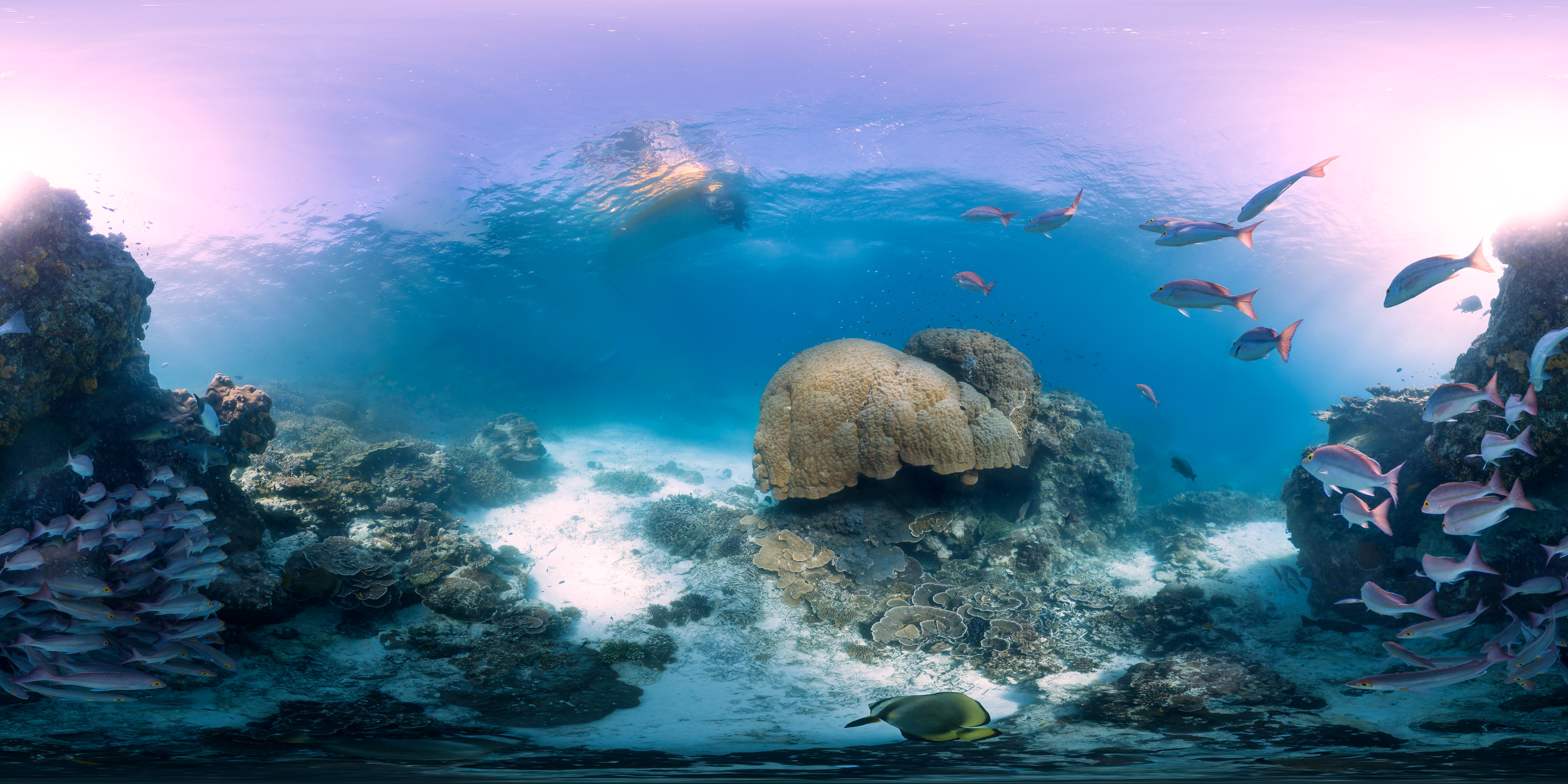
صورة بانورامية لهيرون بومي بالقرب من جزيرة هيرون, تم التقاطها بواسطة كاميرة سي فيو تو

## الصور
معظم الصور الملتقطة بواسطة هذه الكاميرات متاحة في قوقل مابز للأماكن الآتية:
```
جزيرة ليدي اليوت، الحاجز المرجاني العظيم.
جزيرة هيرون، الحاجز المرجاني العظيم.
جزيرة ويلسون، الحاجز المرجاني العظيم.

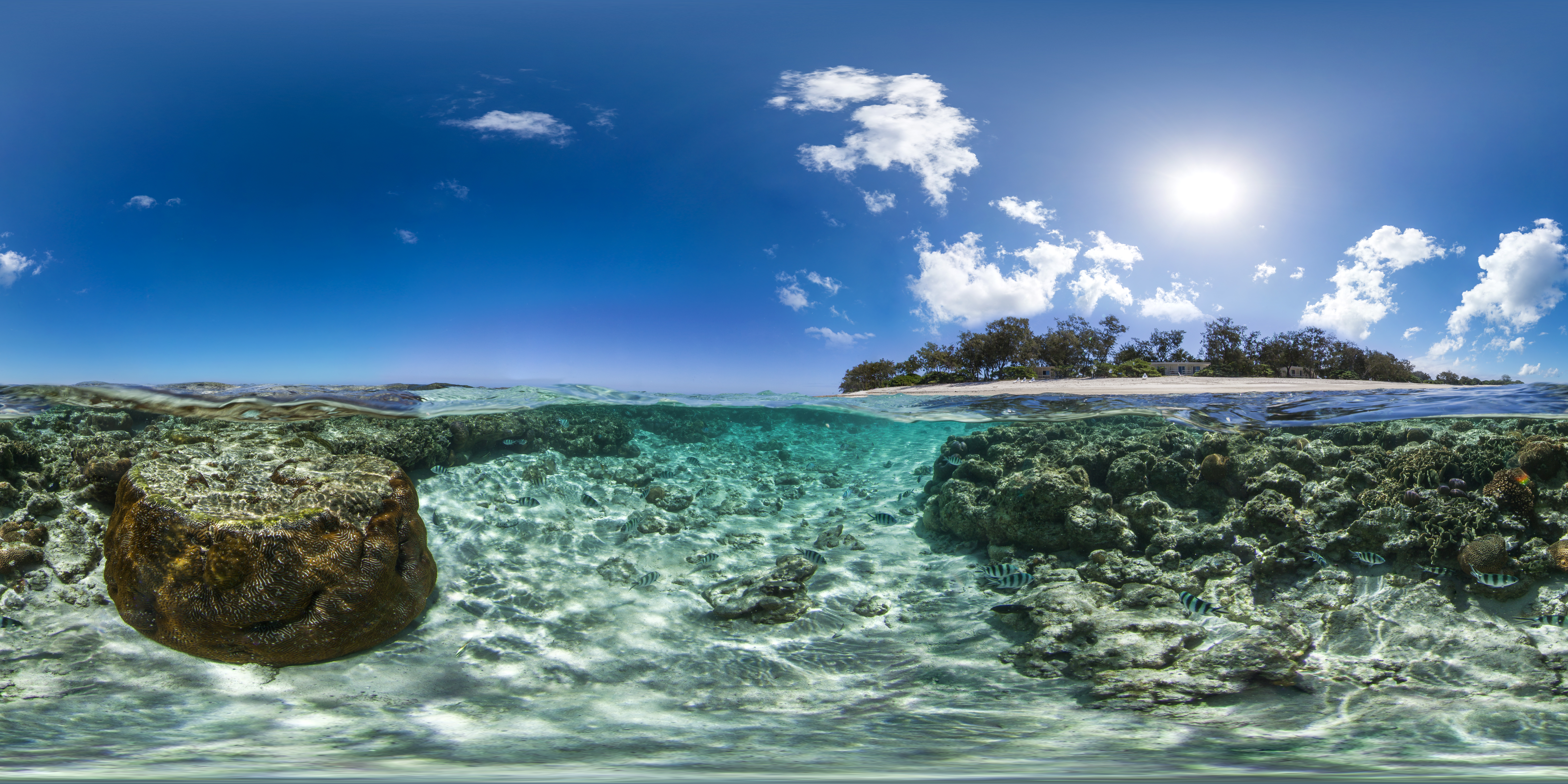
صورة بانورامية لسطح الماء بجانب جزيرة ليدي اليوت, جزيرة كوينز تم إلتقاطها بكاميرة سي فيو اس في تو التي صممت للاستخدام في المياه الضحلة

جزيرة أبو في الفلبين.
خليج هاناوما في هاواي.
مولوكيني في هاواي.
```